# Тральщики класу «Гок»
Клас «Гок» (англ. Hawk-class) був класом тральщиків ВМС США часу Другої світової війни.
Усі три судна класу початково були рибальськими траулерами, придбаними шляхом закупівлі від General Sea Foods Corp. з Бостона. Вони патрулювали узбережжя Нової Англії з 1942 року, поки не були виведені з експлуатації в 1944 році.

## Кораблі
- USS Hawk (AM-133)
- USS Ibis (AM-134)
- USS Merganser (AM-135)